# Haderslev Kaserne
Haderslev Kaserne er en fungerende kaserne i Haderslev, etableret 1888, mens Sønderjylland var tysk. Kasernen er tegnet i en italiens-romansk stil inspireret af, hvordan italienske fæstninger blev opført i 1400-1500-tallet.
I forbindelse med den tyske besættelse af Danmark 9. april 1940 var den danske hærafdeling fra Haderslev Kaserne den sidste, der overgav sig. Det skete omkring kl. 7.45. Efter krigen tog oberst Gabel-Jørgensen i 1950 initiativ til en fejring af befrielsen i form af en lysfest på kasernen afholdt om aftenen 4. maj. Festligheden blev en tradition, så der hvert år siden har været afholdt lysfest i Haderslev, siden 2015 i et samarbejde mellem Haderslev Kaserne og Haderslev Kommune.
Kasernen er sammen med Ryes Kaserne i Fredericia hjemsted for Telegrafregimentet. HQ Bataljonen, DCM Kompagniet og Slesvigske Musikkorps har hjemme på kasernen i Haderslev.
I 2017 var der overvejelser om at lukke kasernen, men planen herom er foreløbig ikke blevet til noget.
I forsvarsforliget 2018 blev det besluttet at Slesvigske Fodregiment skulle genopstå igen, på Haderslev Kaserne. Under sin festtale til lysfesten den 4. maj 2018 fortalte forsvarschefen, general Bjørn Bisserup, at Slesvigske Fodregiment genoprettes på Haderslev Kaserne. Fredag 8. februar 2019 fik det genopstandne Slesvigske Fodregiment overrakt sin fane af H.M. Dronningen ved en ceremoni på Haderslev Kaserne. Slesvigske Fodregiment har huseret på Haderslev Kaserne siden 1. Januar 2019.

## Ekstern henvisning
- Telegrafregimentet Arkiveret 1. december 2017 hos  Wayback Machine

| Militær | Spire Denne artikel om militær er en spire som bør udbygges. Du er velkommen til at hjælpe Wikipedia ved at udvide den. |

55°15′20.5″N 9°29′20″Ø / 55.255694°N 9.48889°Ø